# Nasozetes porcella
Nasozetes porcella är en kvalsterart som först beskrevs av Sandór Mahunka 1996.  Nasozetes porcella ingår i släktet Nasozetes och familjen Hemileiidae. Inga underarter finns listade i Catalogue of Life.